# 32-га ракетна дивізія (СРСР)
32-га ракетна Херсонська Червонопрапорна дивізія імені маршала Радянського Союзу Устинова Д. Ф. (32 РД, в/ч 14153) — військове з'єднання ракетних військ стратегічного призначення СРСР чисельністю в дивізію, що існувало у 1960—1993 роках. Дивізія перебувала в складі 50-ї ракетної армії, а в останні роки існування — 43-ї ракетної армії. Базувалася в м. Постави Вітебської області. На озброєнні мала міжконтинентальні балістичні ракети.

## Історія
Сформована у вересні 1959 року в Мишанці Гомельської області як 12-та інженерна бригада РВГК, зі складу 154-ї важкої гаубичної артилерійської бригади. Формування завершено в грудні 1959 року.
1 липня 1960 року бригада передислокована в Постави Вітебської області і перейменована на 32-гу ракетну дивізію в складі 50-ї ракетної армії.
У жовтні 1962 року 110-й і 376-й ракетні полки були передані до складу 49-ї гвардійської ракетної дивізії.
5 лютого 1980 року на основі 2-го дивізіону 428-го гвардійського ракетного полку і з офіцерського складу трьох ракетних полків дивізії в Сморгоні сформований 835-й ракетний полк.
1984 році дивізія отримала почесне найменування «імені Маршала СРСР Д. Ф. Устинова».
1990 році 346-ї ракетний полк передислокований в 49-ту гвардійську ракетну дивізію.
У червні 1990 року дивізія, в зв'язку з розформуванням 50 РА (штаб м.Смоленськ), передана до складу 43-ї ракетної армії, а з березня 1993 року — 27-ї гвардійської ракетної армії.
1 грудня 1993 року дивізія була розформована.

## Склад
- Станом на 1961 рік:
  - 170-й ракетний полк (Мінойти, Гродненська область) з ПУ Р-12;
  - 249-й ракетний полк (Полоцьк, Вітебська область) з ПУ Р-12;
  - 346-й ракетний полк (Постави, Вітебська область) з ПУ Р-12;
  - 376-й ракетний полк (Гезгали, Гродненська область) з ПУ Р-12;
  - 402-й ракетний полк (Вєтрино, Вітебська область) з ПУ Р-12;
  - 428-й ракетний полк (Сморгонь, Гродненська область) з ПУ Р-14.

- Станом на 1980 рік:
  - 249-й ракетний полк, в/ч 23463 (Полоцьк, Вітебська область);
  - 346-й ракетний полк, в/ч 33858 (Постави, Вітебська область);
  - 402-й ракетний полк, в/ч 34171 (Ветрино, Вітебська область);
  - 428-й ракетний полк, в/ч 44197 (з 1992 р. — в/ч 73727) (Сморгонь, Гродненська область);
  - 835-й ракетний полк, в/ч 49560 (Сморгонь, Гродненська область).

## Озброєння
У різні роки на озброєнні дивізії перебували:
- (1960—1976 рр.) Р-12 (8К63 / SS-4)
- (1962—1978 рр.) Р-14 (8К65 / SS-5)
- (1977—1990 рр.) РСД-10 «Піонер-УТТХ» (15Ж53 / SS-20 mod.2)
- (1991—1993 рр.) РТ-2ПМ «Тополь» (15Ж58 / SS-25)

## Командири дивізії
- генерал-майор Фронтов В'ячеслав Федорович (9.1959 — 8.1970);
- генерал-майор Нєдєлін Вадим Серафимович (8.1970 — 11.1973);
- генерал-майор Лапшин Анатолій Сергійович (11.1973 — 9.1977);
- генерал-майор Михтюк Володимир Олексійович (9.1977 — 12.1980);
- генерал-майор Шаварін Володимир Якович (12.1980 — 7.1986);
- полковник Зайков Геннадій Дмитрович (7.1986 — 10.1989);
- полковник Прозоров Валерій Вікторович (10.1989 — 6.1991);
- полковник Руденко Василь Степанович (6.1991 — 6.1992);
- генерал-майор Малафєєв Василь Іванович (6.1992 — 11.1993)